# Roary, la voiture de course
Roary, la voiture de course (Roary the Racing Car) est une série télévisée d'animation britannique en 104 épisodes de 10 minutes créée par David Jenkins, produite par Chapman Entertainment, et diffusée entre 7 mai 2007 et 29 juin 2009 sur Channel 5 ainsi que sur Nick Jr..
En France, elle a été diffusée du 10 mars 2008 au 9 juin 2010 sur France 5 dans Zouzous puis sur Piwi.
Au Québec, elle est diffusée à partir du 1er avril 2010 sur Yoopa.

## Synopsis
Roary, une petite Formule 1 rouge, vit sur le circuit du Capot d'argent entourée de ses amis à quatre roues Max, Dragon, Cici et Silver. Ces petits bolides font la course pour le plus grand plaisir de monsieur Grossous, le propriétaire du circuit.

## Voix originales
- Maria Darling : Roary, Sissi, Marina
- Peter Kay : Grand Chris, Silver
- Marc Silk : Max, Dragon, Flash, Ellie
- Tim Whitnall : M. Gros-sous, Ruben, M. Carotte
- Dominic Frisby : Taco, Rusty, Miro
- Stirling Moss : le narrateur

## Voix françaises
- Nathalie Homs : Roary
- Fily Keita : Sissi
- Cyrille Monge : Ruben, Grand Chris, Silver
- Stéphane Ronchewski : Flash, Dragon, Monsieur Carotte, Taco
- Véronique Alycia : Marina
- Jim Redler : Max
- Gilbert Lévy : Monsieur Gros-sous, Miro
- Marc Bretonnière : le narrateur

## Générique
Paroles du générique
C'est un artiste

Le roi de la piste

Et sur le circuit, y'a pas meilleur que lui

Allez, Roary ! Encore un tour !

Roary ! La voiture de course

Les autres ! Sont tous à ses trousses

Sur la ligne de départ, c'est notre star

Attention, Roary ! Tout l'monde te suit !

Allez !

Roary ! La voiture de course

Roary ! N'a jamais la frousse

Roary ! La voiture de course !
L'intérpréte du générique français est inconnu, à moins que vous n'entendiez le générique française.